# Hanna Waag
Hanna Waag, eigentlich Johanna Elisabeth Justine Beck, (* 24. Mai 1904 in Gießen; † 13. August 1995 ebenda) war eine deutsche Schauspielerin.

## Leben
Waag spielte ihre ersten Rollen 1929 in den deutschen Stummfilmen Das brennende Herz und Die Ehe. Den Höhepunkt ihrer Karriere erreichte sie im Tonfilm der 1930er-Jahre in Produktionen wie Der Mörder Dimitri Karamasoff (1931), Walzerkrieg (in der Rolle der jungen Königin Victoria; 1933, Regie: Ludwig Berger) und Der Hund von Baskerville (1936), welches bereits ihr letzter Film war. Immer wieder verschwand sie für einige Zeit aus der Öffentlichkeit und kehrte überraschend zurück. Sie selbst sprach darüber in einem Interview vom Oktober 1934, „Jawohl, ich bin die Frau, die immer wiederentdeckt wird – aber ich glaube, jetzt habe ich es geschafft! Vielleicht liegt es daran, dass ich kein Typ bin, dass ich mich nicht festlegen lasse, dass man mich dadurch nie wiedererkennt“.
Ab 1937 verlor sich ihre Spur zunächst. Bekannt war lediglich, dass sie nach Luxemburg ging, wo sie unter dem Namen Jeane Bamberger-Beck lebte. Ihr Mann war der Bühnenbildner und Filmarchitekt Rudolf Bamberger, der Ende 1944 in Auschwitz ermordet wurde. Recherchen über die Université du Luxembourg ergaben, dass Frau Waag 1954 in ihre Geburtsstadt Gießen zurückkehrte. In einem Brief vom 13. April 2011 teilte das dortige Stadtbüro mit, dass Hanna Waag dort den Familiennamen Bamberger, geb. Beck und den Vornamen Johanna Elisabeth Justine trug.

## Filmografie
- 1929: Das brennende Herz
- 1929: Die Ehe
- 1929: Der lustige Witwer
- 1930: Der König von Paris
- 1930: Rosenmontag
- 1931: Der Mörder Dimitri Karamasoff
- 1931: Les frères Karamazoff
- 1931: Der bebende Berg
- 1932: Goethe lebt …!
- 1933: Walzerkrieg
- 1934: Musik im Blut
- 1934: Abschiedswalzer
- 1934: Der Herr ohne Wohnung
- 1935: Lady Windermeres Fächer
- 1935: Anschlag auf Schweda
- 1936: Ein Lied klagt an
- 1937: Der Hund von Baskerville